# منطقة صافيتا
منطقة صافيتا منطقة سورية إدارية تتبع محافظة طرطوس ومركزها مدينة صافيتا، بلغ تعداد سكان المنطقة 129,632 نسمة حسب التعداد السكاني لعام 2004.

## نواحي منطقة صافيتا
- ناحية مركز صافيتا
- ناحية مشتى الحلو
- ناحية البارقية
- ناحية سبة
- ناحية السيسنية
- ناحية رأس الخشوفة